# شهرداری الوکره
شهرداری الوکره (به عربی: بلدیة الوکرة) یکی از شهرداری‌های کشور قطر است. جمعیت این شهرداری ۲۹۹٬۰۳۷ نفر است.